# Hilton Dresden

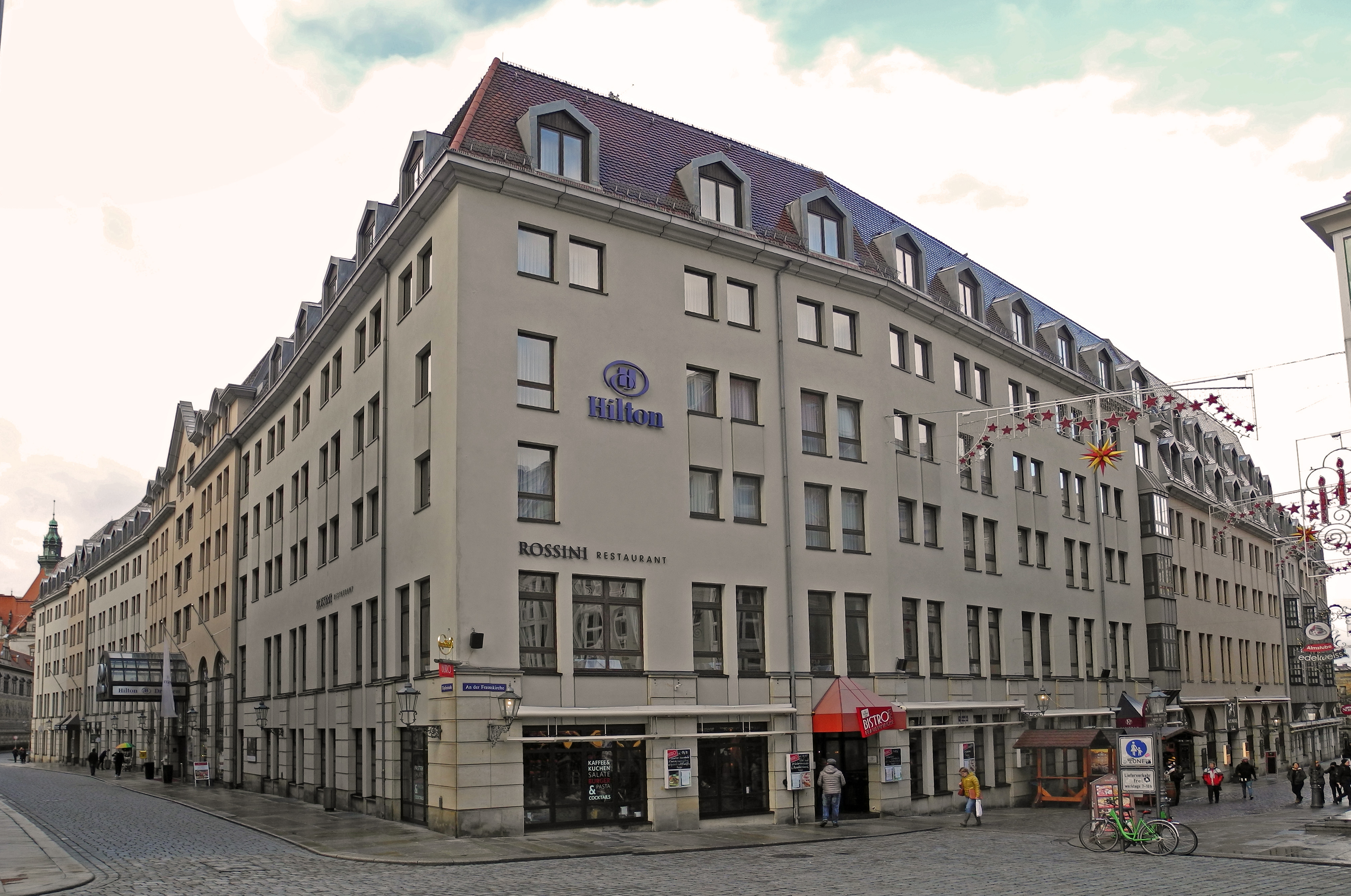
Das Hilton Dresden, Ecke Töpferstraße/Münzgasse

Das Hilton Dresden, früher Hotel „Dresdner Hof“, ist ein Hotel in der Inneren Altstadt in Dresden.

## Lage
Das Hotel trägt die werbewirksame Anschrift An der Frauenkirche 5. Der Baukörper nimmt den gesamten, von Terrassengasse, Münzgasse, Töpferstraße und Brühlscher Gasse umfassten Häuserblock ein. Er liegt an der Südseite der Brühlschen Terrasse, zwischen dem Ständehaus im Westen und der Hochschule für Bildende Künste Dresden im Osten. Südlich befindet sich das Quartier I des Neumarktareals.
Mit dem Gebäude verbunden ist die Sekundogenitur, in der ein Weinrestaurant des Hotels betrieben wird.

## Beschreibung

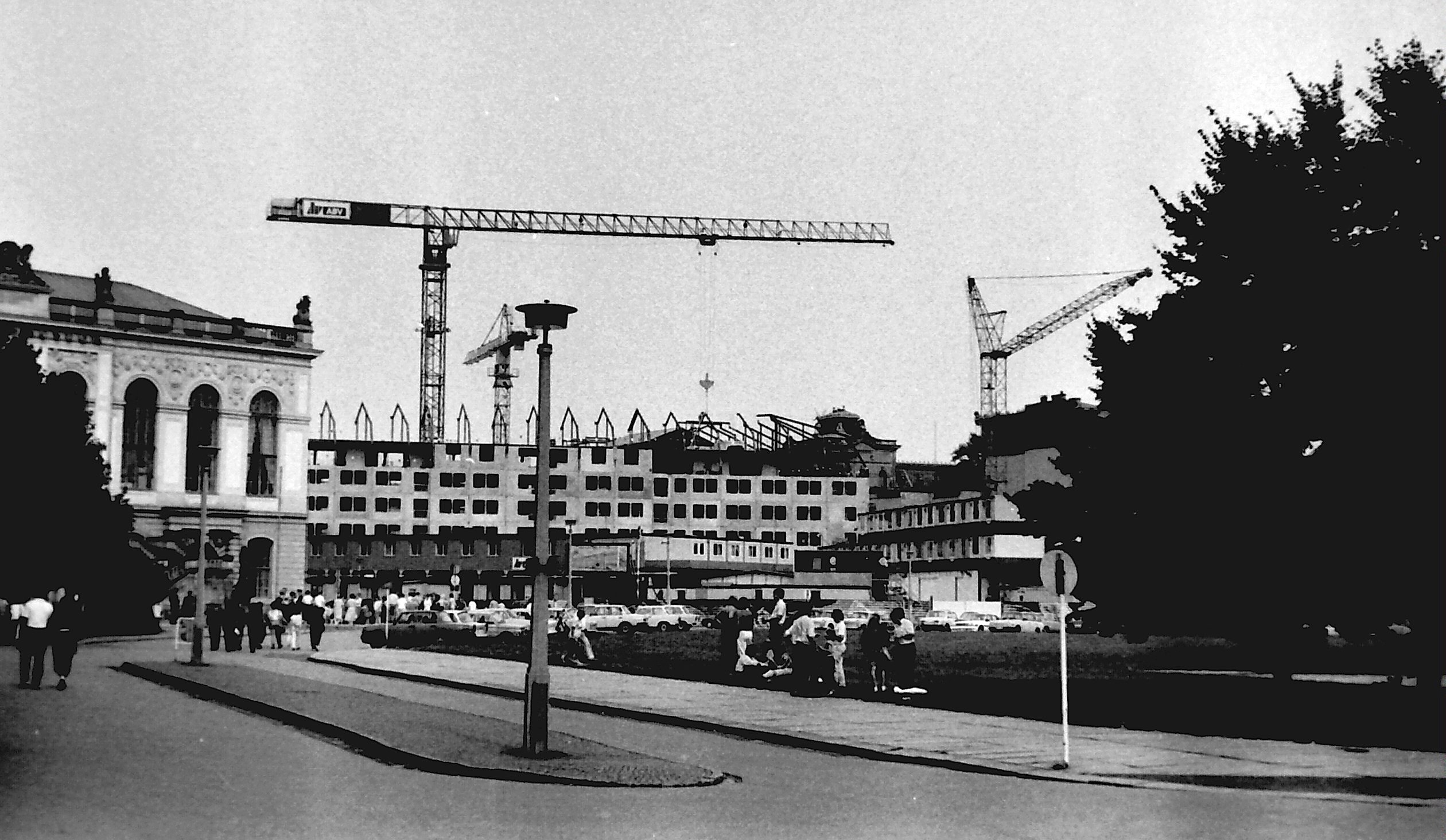
Bau des Hotels „Dresdner Hof“

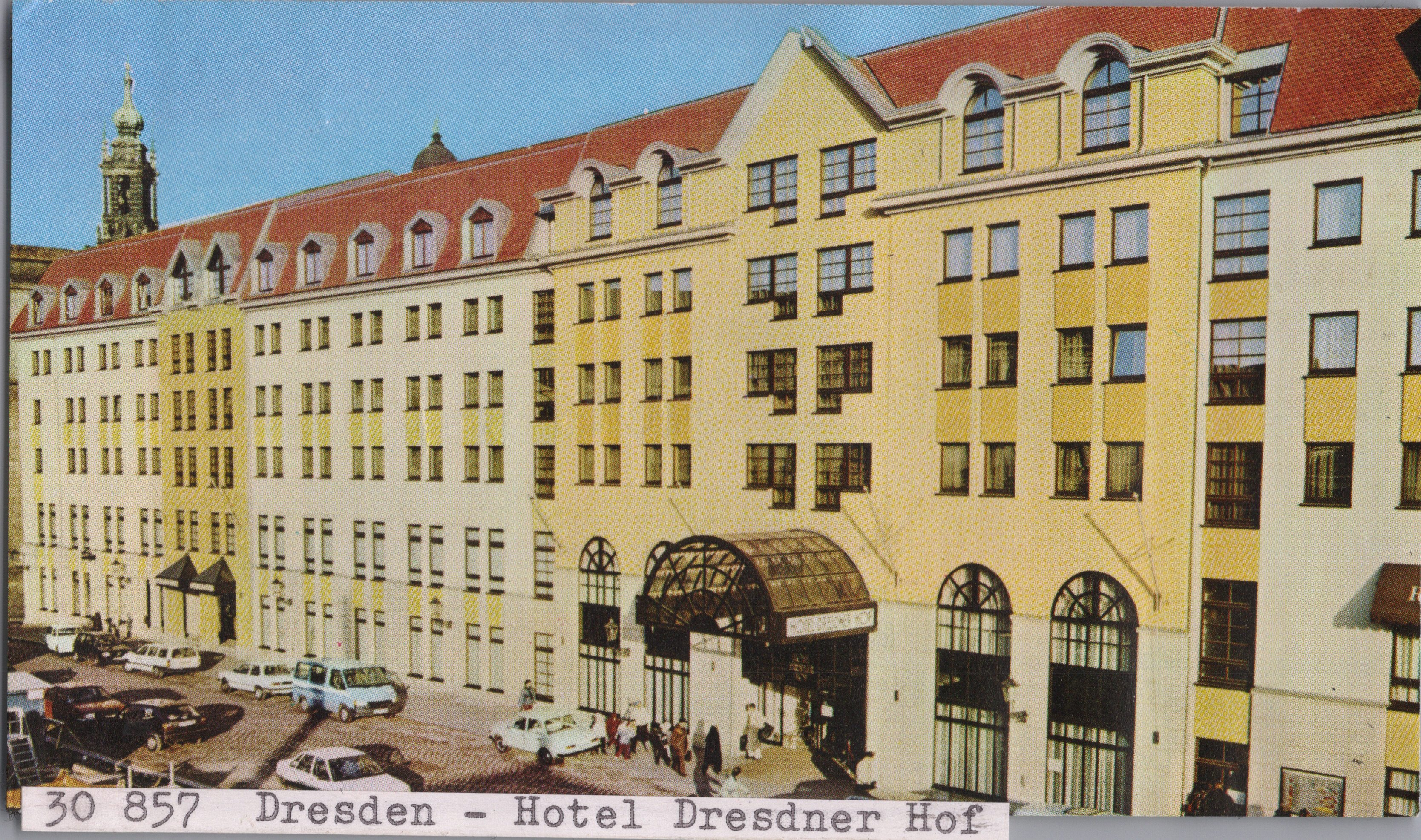
Hotel „Dresdner Hof“ im Jahr 1990

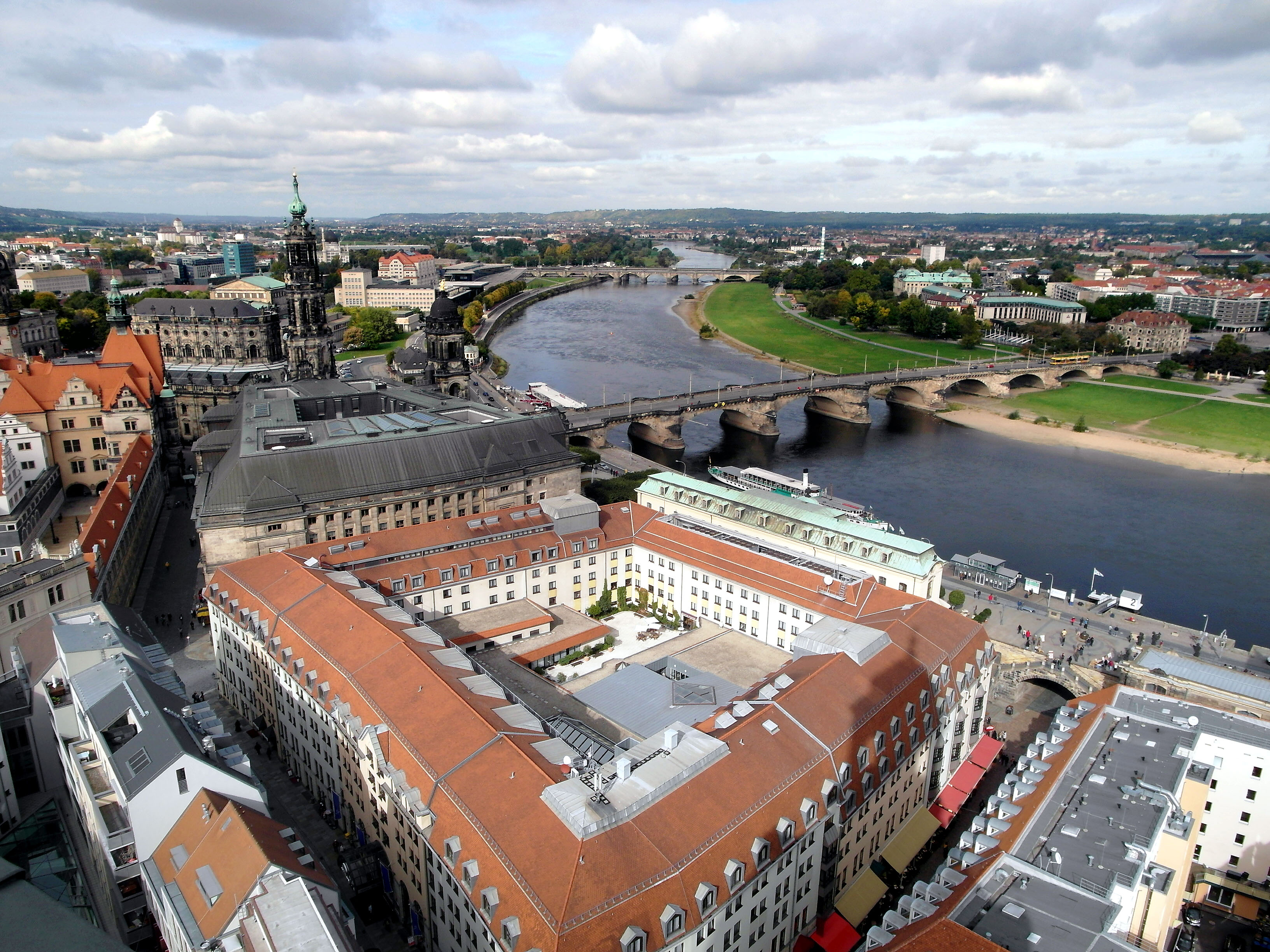
Blick von der Frauenkirche auf die Dachpartie

Das Hilton-Hotel Dresden „knüpft … an [die] alte Dresdner Architekturtradition an.“ So lassen einige Details am Dresdner Hilton-Hotel Reminiszenzen an die früheren „kulturhistorisch bedeutsamen Bürgerhäuser am Neumarkt“ erkennen, wie etwa das Mansarddach mit Gauben. In der Münzgasse sind Erker und helle Putzfassaden zu sehen. Die Mittelachse der Fassade wird durch einen Dreiecksgiebel auf Dachgeschosshöhe betont. Im Erdgeschoss sind Rundbogenfenster, und im ersten und zweiten Obergeschoss befinden sich Zwillingsfenster.
Das nahe dem Neumarkt befindliche Gebäude wurde in den Jahren 1987 bis 1989 als Hotel „Dresdner Hof“ nach Plänen des Architekten Walter Lewin aus West-Berlin durch die schwedische Baufirma Armerad Betong Vägförbättringar (ABV) mit 345 Zimmern und Appartements für die staatliche Hotelkette Interhotel errichtet und sollte vor allem Touristen aus dem Westen beherbergen. Das Hotel sollte sich selbst versorgen können, es gab eine Bäckerei, eine Fleischerei, Wäscherei, Druckerei und Werbeabteilung.
Das Hotel wurde als „Dresdner Hof“ am 26. Januar 1990 eröffnet. Bei dem Bau hatte auch der Bund der Architekten der DDR mitgewirkt. Das Gebäude wurde als eines der ersten Gebäude am Neumarkt historisierend aufgebaut, wobei parallel der historisierende Aufbau des Nikolaiviertels und des Gendarmenmarktes in Ost-Berlin stattfand.
Am 1. März 1992 übernahm Hilton das Hotel; zunächst wurde das Haus durch die Hilton International (Germany) GmbH gepachtet. Nachdem Hilton das Hotel 1999 erworben hatte, wurde es im Sommer 2007 erneut wieder verkauft. Bis zum September 2014 gab es einen Managementvertrag mit Hilton, der dann im Oktober 2014 von einem Franchisevertrag abgelöst wurde.